# Chaunacanthida
Ordre
Les Chaunacanthida sont un ordre de radiolaires de la classe des Acantharea.

## Liste des familles
Selon IRMNG (21 mars 2021) et World Register of Marine Species (21 mars 2021) :
- famille des Conaconidae Schewiakoff, 1926
- famille des Gigartaconidae Schewiakoff, 1926
- famille des Stauraconidae Schewiakoff, 1926